# Nibble
A nibble (ritkábban nybble),(régebben tetrade/tetrád) angol eredetű, informatikában használt kifejezés, ami négy egymást követő bitet, egy fél bájtot jelöl. Mivel a nibble négy kétváltozós érték aggregátuma, így tizenhat értéket vehet fel. Gyakran egy bájtot két nibble-ként jelenítenek meg hexadecimális alakban. A kifejezés szinonimáinak számítanak a szemioktett, kvartett és tetrád megnevezések (főleg a telekommunikáció és a hálózatok területén).
IBM mainframe gépeknél nibble-nek nevezik a tízes számrendszerben leírt számjegy tárolásához szükséges memóriamennyiséget. Ez a technológia segít csökkenteni a szükséges tárterületet, így gyorsítva a számítási sebességet. A 8 bites egységeket megfelezik, és minden nibble-t egy számjegy tárolására használnak. Egy részt fenntartanak az előjel megőrzésére.
Régebben a fogalmat a 8 bitnél kisebb, de nem feltétlenül négy bit hosszúságú egységekre is használták. Az Apple II. rendszerek nagyon sokáig eltérő méretű nibble-öket használtak. Eleinte az 56 bájtos oldalakat 5 bites, majd később 6 bites részekre darabolták. Megjegyzendő, hogy ebben az időben az ilyen hosszúságú adatfolyamokat is bájtnak hívták, és csak később alakult ki a ma is használt 8 bites rendszer. Manapság a bájt nyolc bites, a nibble négy bites részeket jelent.